# 水中出産

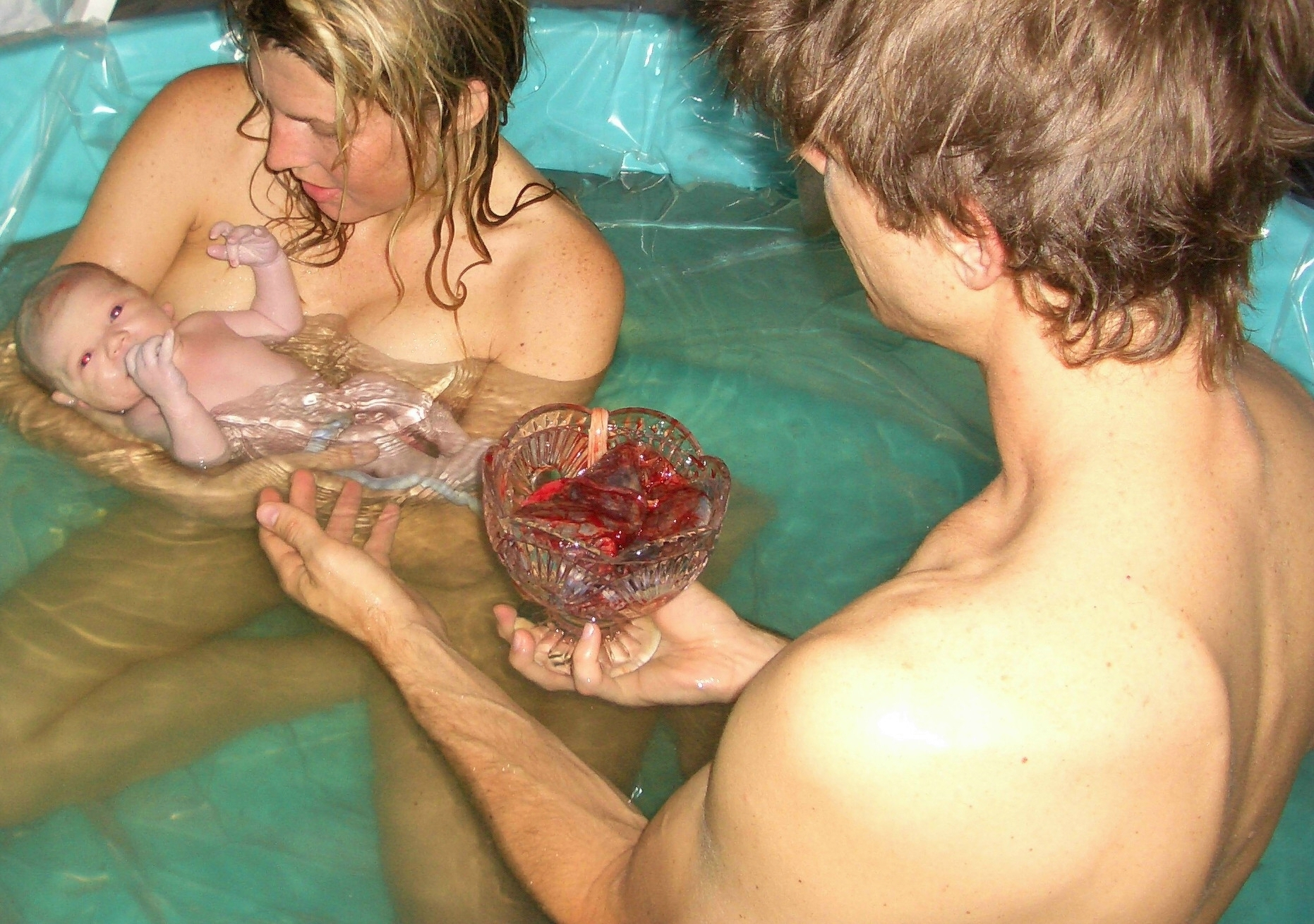
水中出産をしている母親の例

水中出産（すいちゅうしゅっさん、英語: Water birth）は、自然出産やアクティブ・バースの一種で、部屋に水中出産用の浴槽を用意して、そこに入れられた微温湯の中で行う出産のことである。36度や37度の温水プールの中で行われる水中出産では、心と体の緊張がほぐれ、水中に働く浮力によってリラックス効果で陣痛が和らぐことが期待されており、自然分娩の中でも人気の高い出産方法の一つではあるが、日本では設備不足のため、水中出産を行える施設は限られている。水中出産は自宅や産院で行われることが多いが、海外では人気の高まりに伴って病院での水中出産を行うケースも増加している。

## 概要
水中出産はフランスの産科医であるオダン博士などによって提唱された出産方法の一種で、羊水と同じ状況を作り出すために自然塩を溶かした水の中で出産するものである。水中出産は「自然出産」を奨励する動きの中で加熱化し、1990年代から広まった。1991年には、水中出産のドキュメンタリーにインスピレーションを受けたカート・コバーンによって、後に児童ポルノの議論を呼んだニルヴァーナのアルバム『ネヴァーマインド』のジャケット写真が誕生した。
2021年1月には、イギリスの女性が水中出産の一部始終をInstagram上で投稿したところ、命の誕生に対して感動を表するものや、生々しすぎるとして動画を叩くものも現れた。

## メリット
水中出産の支持者によれば、水中出産は落ち着いて行えるもので、助産医指導のもとでの十分なケアを受けられるものであると話している。
2018年、コクランは水中出産について、水中出産は開口期の段階で、硬膜外麻酔や硬膜外鎮痛の量を少なく、悪影響も少なくなることを発見した。また、コクランは開口期と娩出期での水深による悪影響が増加するということを証明するだけの証拠は現状ではないとした。水中出産は、母体の会陰部に対するサポートを必要とする可能性があり、いくつかの文献では会陰切開術の使用などを減少させる可能性があると述べている。

## リスクと懸念

### リスク
水中出産の反対派は、水中出産の安全性は科学的に証明されたものではなく、新生児の溺死や、母親と子供への感染リスクと、新生児に対して幅広い範囲での不利な状況を起こす可能性があると指摘している。Parentsの記事の中で、水中出産のリスクとしては以下のことが指摘されている:
- 出産時の排泄物で汚染されている水中出産用の浴槽の水を赤子が飲み込むと感染症のリスクがある。
- 赤子が出産前に初めて排便をした時に汚染された羊水を飲み込むことで胎便吸引のリスクがある。通常は助産医や産婦人科医が赤子の気道を確保するが、水中出産では困難な可能性がある。
- 細菌や胎便の吸引による肺炎のリスクがある。
- 分娩時の合併症で溺死のリスクがある。
- 臍の緒が水中で胎児を束縛したり、臍の緒が裂けたりすることで胎児の出血のリスクがある。
- 出産をする側は、膣の裂傷、及び出血のリスクがある。

日本では、1999年に医療者を呼ばずに女性が自宅で水中出産したところ、24時間風呂内に繁殖したレジオネラ菌に感染して新生児が生後8日目で亡くなる出来事があった。ハワイではイルカに囲まれながら海で行う水中出産が注目されているが、細菌や病原体に晒される危険性が指摘されている。また、アメリカのテキサス州では2014年に水中出産用の浴槽内で繁殖したレジオネラ菌に感染して赤子が亡くなっている。

### 懸念と反論
米国小児科学会は研究数が不十分であるとして水中出産の安全性について懸念を表明し、アメリカ産科婦人科学会も水中出産の利点とリスクに関して結論を出すに至るだけのデータ数に到達していないとして陸上での出産を推奨した。一方で、英国王立産婦人科医協会やRoyal College of Midwivesなどは合併症を持たない健康な母体での水中出産に関しては水中出産の選択の支持を表明した。2018年、コクランは娩出期に関しては情報が不十分であるとした。2019年12月のミシガン大学の研究では、2025件の陸上での出産と397件の水中出産を比較して、両方とも同等の安全性を保てると判断した。水中出産が会陰部外傷などのリスクを減少されるという力強い証拠は現状、ない。
医師のPatrick Weixは、病院が水中出産を提供しない主な理由として「実証されたメリットがないにもかかわらず、リスクだけが高まる」ことが背景にあると指摘している。

## 水中出産に関する有名人

### 水中出産で生まれた人
- 池江璃花子 - 水泳選手。水中出産で誕生[18][19]。

### 水中出産を選択した人
- ヒラリー・ダフ - 女優。第3子を産むにあたって水中出産を選んだ[20]。
- 吉川ひなの - モデル。第3子を水中出産で産んだ[21]。
- 原田夏希 - モデル・女優。第2・3子を水中出産で産んだ[22]。
- 福本幸子 - 女優。2019年にパートナーとともにニュージーランドで水中出産を経験し、映画『Water baby』にその様子をまとめた[23]。
- AI - 歌手。第1子を水中出産で産んだ[6]。
- 長谷川潤 - モデル。水中出産で子供を産んだ経験を持つ[24]。
- 道端カレン - 第1子を水中出産で産んだ[25]。
- 山田優 - モデル。第1子を水中出産で産んだ[26]。
- 三井ゆり - 女優。水中出産で子供を産んだ経験を持つ[6]。